# Sosnowica (Góry Świętokrzyskie)
 Sosnowica (413 m n.p.m.) – zalesione wzniesienie Wzgórz Tumlińskich. Na południowym zboczu góry znajduje się kamieniołom – złoże triasowego piaskowica tumlińskiego, a po wschodniej stronie swe źródło ma Silnica.
Przez Sosnowicę przebiega  Główny Szlak Świętokrzyski im. Edmunda Massalskiego z Gołoszyc do Kuźniaków.